# Isaïa Cordinier
Isaïa Cordinier (Créteil, Valle del Marne, 28 de noviembre de 1996) es un baloncestista francés que pertenece a la plantilla del Anadolu Efes S.K. de la BSL, la primera categoría del baloncesto turco. Con 1,96 metros de estatura, juega en la posición de escolta.

## Trayectoria deportiva
Comenzó a jugar a los 7 años en Vence (Alpes Marítimos), de donde se desplazó a Martinica junto con su familia, ya que su padre, Stéphane Cordinier, exjugador y entrenador de balonmano, fichó por un equipo de la isla. En 2009 regresó al continente y entró a formar parte de las categorías inferiores del Olympique d'Antibes, teniendo la oportunidad de debutar con el primer equipo de la Pro B a la edad de 15 años y 11 meses. Disputó unos minutos en 2 partidos, en los que promedió 2,0 puntos.
Al año siguiente, ya con el equipo en Pro A, continuó apareciendo esporádicamente en el primer equipo, mientras seguía despuntando en juveniles, con los que promedió 11,8 puntos, 4,9 rebotes y 2,2 asistencias por partido. Tras esa temporada, y con 17 años, decidió fichar por el ALM Évreux Basket, también de la Pro B. Allí jugó una temporada, ya solo como profesional, en la que promedió 4,9 puntos y 2,1 rebotes por partido.
En 2015 volvió a cambiar de aires, fichando por el Denain ASC Voltaire. En la que iba a ser la temporada de su confirmación, promedió 10,8 puntos, 4,6 puntos y 2,0 rebotes por partido, saliendo en más de la mitad de los encuentros en el cinco titular. Al final de la campaña fue seleccionado para disputar en Nike Hoop Summit, donde consiguió 8 puntos y 5 rebotes saliendo desde el banquillo.
Fue elegido en la cuadragésimo cuarta posición del Draft de la NBA de 2016 por Atlanta Hawks. Tras participar en las ligas de verano con el equipo, fichó finalmente por el Olympique d'Antibes de su país.
En julio de 2018, sus derechos en la NBA fueron traspasados a los Brooklyn Nets, como parte del traspaso que envió a Jeremy Lin a Atlanta.
Tras tres años en Antibes, en verano de 2019 firma por dos temporadas con el Nanterre 92.
En septiembre de 2021, los Nets, que poseían sus derechos, no le realizan ninguna oferta, por lo que se convierte en agente libre.
El 5 de octubre de 2021, firma por la Virtus Bolonia de la Lega Basket Serie A, la primera categoría del baloncesto italiano.
El 19 de julio de 2025 firmó un contrato por dos temporadas con el Anadolu Efes S.K. de la Basketbol Süper Ligi (BSL).

### Selección nacional
Fue integrate de la selección júnior de Francia que disputó el EuroBasket Sub-18 de 2014, en Turquía.
Durante agosto y septiembre de 2023 fue integrante de la selección de Francia que participó en el Mundial de 2023 celebrado en Asia, y que finalizó en decimoctavo lugar.
Entre julio y agosto de 2024 fue parte de la selección absoluta de Francia, que disputó los Juegos Olímpicos de París, y que ganó la plata, tras perder la final ante Estados Unidos.